# Aldo Nadi
Aldo Nadi (Livorno, 1899. április 29. vagy 1899. április 23. – Los Angeles, 1965. november 10.) háromszoros olimpiai bajnok olasz vívó, Nedo Nadi hatszoros olimpiai bajnok vívó öccse.

## Sportpályafutása
Mindhárom fegyvernemben versenyzett.